# قصر الحرملة
قصر الحرملة، من القصور الأثرية الواقعة في منطقة عسير بالمملكة العربية السعودية.

## أهمية أرض الحرملة
كانت من أبرز المواقع التي يلجأ إليها آمراء آل عائض حينما كانوا يواجهون الأخطار الخارجية، وخاصةً أثناء الحملات المصرية والحكم العثماني لعسير، وقد ساعد الموقع الجغرافي للحرملة بما تتميز به من متانة، مما أدى ذلك إلى عدم تعرض مبانيها للتخريب والتدمير الذي لحق بكل مراكز آل عائض في عسير، كما كانت الحرملة مشتى لبعض أفراد أسرة آل عائض حيث تقع في هوة سحيقة في منطقة الأصدار، أي في منطقة وعرة لا تصلها السيارات، ولا يتم الوصول إليها إلا من خلال السير على الأقدام.

## بناء قصور الحرملة
بُنيت القصور حول نبع ماء يوجد في بطن الوادي الذي يفصل منازل البلدة إلى قسمين، قسم شمالي وقسم جنوبي، ومن أبرز آثار البلدة القصر الرئيس الواقع في القسم الشمالي، وهو مكون من خمسة طوابق، وقد بني من مادة الجص، كما أن نوافذه تتسم بالقلة، وهذا دليلاً واضحاً على مناعة وحصانة الحرملة، وقد استخدم في بناء القصر أسلوب النحر، وقد استخدم القصر كمجالس واستقبال للضيوف، وربما اُستخدم غرفاً للنوم، وقد شوهد في هذا القصر نظام الأدباب التي تُطلى بمادة خضراء اللون وتستخدم للجلوس، وأما تسقيف القصر؛ فقد اُستخدم خشب العرعر، وطليت الجدران من الداخل بمادة بيضاء تسمى بـ "النورة"، كما صُنعت أبواب القصر والمنازل الملحقة بالخشب المزخرف بواسطة الحفر، والمطلي بمادة مشابهة للبوية، أما الطابق الأخير من القصر؛ فينتهي بشرفات في جميع أركانه الأربعة، حيث يرتفع البناء في هذه الأركان إلى الأعلى بمقدار المترين تقريباً، ويُطلق على هذه الشرفات صوب، كما يوجد في سطح القصر الأخير سرب أو ميزاب، وهو عبارة عن قناة من الخشب لتصريف المياه إلى الخارج، ويُحيط بهذا القصر عدد من المنازل المخصصة للخدم والأتباع، وبعضها الآخر للحيوانات، كما كان حول القصر آثار العديد من المدرجات الزراعية القائمة عل مياه الأمطار.

## انظر ايضاً
- عسير
- قصر محمد بن عبد الوهاب الفيحاني

## وصلات خارجية
- آل عائض يهدون تركي بن طلال مصحف فاطمة بنت سعد.